# Compañía lancasteriana en México
La Compañía Lancasteriana surgió como una nueva forma de educar en México en el siglo XIX. El fundador de este sistema fue Joseph Lancaster, un inglés considerado el pionero en hacer esta nueva técnica educativa en la que los alumnos más avanzados enseñaban a los demás. También se le llamó “Sistema de enseñanza mutuo”, de acuerdo al método de enseñanza; “Sistema lancasteriano”, de acuerdo al apellido de su fundador; o "Sistema británico", en relación con su lugar de origen.

## Bases
El sistema lancasteriano era muy atractivo para los nuevos Estados, ya que abarataba la educación. Un solo profesor podía darle clases a grupos de 300 a 1000 alumnos, esto bajaba considerablemente el costo de la educación escolarizada. Dividían a los alumnos en 10 grupos y cada grupo tenía un instructor, que era el alumno más capaz, este les decía que era lo que debían de hacer a los demás. 

## Llegada a México
El sistema lancasteriano fue traído a México por Manuel Codorniu, quien llegó a México en 1821 como médico particular de Juan O'Donojú. Fundó la compañía Lancasteriana en México el 22 de febrero de 1822. Esto fue porque, al llegar Agustín Iturbide al poder, México carecía de fondos suficientes para un proyecto educativo amplio. 
Los fundadores fueron: Manuel Codorniu, Manuel Fernández Aguado, Agustín Buenrostro, Ignacio Rivoll, Eduardo Torreau, el general de división José María Tornel y el coronel Eulogio Villaurrutia. La primera escuela que se abrió con este sistema en México fue la de «El Sol». En 1823 se abrió la segunda llamada «Filantropía» en un ex convento.
En 1822 de las 71 escuelas de Ciudad de México con aproximadamente 3500 alumnos. Los estudiantes, dentro del sistema lancasteriano, se les ensañaba en un periodo de seis horas de clases lectura, aritmética y catecismo del Padre Ripalda. También incluía un receso de dos horas, al mediodía, de descanso.
Se extendió a muchas escuelas particulares y fue declarado método oficial para las escuelas gratuitas municipales. Entre 1842 y 1845 el gobierno federal entregó a la compañía lancasteriana la dirección de la educación primaria de toda la república; al terminar su gestión dejó 106 escuelas primarias en la capital, todos usando el sistema mutuo.

## Abolición
Al llegar Benito Juárez a la presidencia de México, tenía la iniciativa de dejar de discutir los diferentes tipos de sistemas educativos y empezar a hacer la educación más normativa y contar con una educación formal. Entre 1856 y 1867 se empezó este periodo de reforma educativa por parte de los liberales. Otra razón importante por la que la compañía lancasteriana empezó a declinar es que los municipios empezaron a construir una estructura educacional mucho más nutrida, en 1870, bajo la presidencia de Benito Juárez empezó a declinar el sistema lancasteriano. La compañía lancasteriana se disolvió en México bajo la presidencia de Porfirio Díaz en 1890.